# Autour de Serge Reggiani
 (mars 2017).
Si vous disposez d'ouvrages ou d'articles de référence ou si vous connaissez des sites web de qualité traitant du thème abordé ici, merci de compléter l'article en donnant les références utiles à sa vérifiabilité et en les liant à la section « Notes et références ».
Autour de Serge Reggiani est une compilation hommage à Serge Reggiani sortie en décembre 2002, sur le label Tréma.
Un premier CD est constitué de reprises, le second contient un titre inédit de Serge Reggiani : Le Temps qui reste, chanson qui illustre le générique de fin du Deux jours à tuer de Jean Becker, sorti en 2008[réf. nécessaire].
La reprise Le Petit Garçon par Renaud est également disponible sur la compilation Les Introuvables, sortie en 2012.

## Liste des titres
| Disque 1 | Disque 1                         | Disque 1            | Disque 1 | Disque 1 | Disque 1 | Disque 1 | Disque 1 | Disque 1 | Disque 1 |
| No       | Titre                            | Interprète(s)       | Durée    |          |          |          |          |          |          |
| -------- | -------------------------------- | ------------------- | -------- | -------- | -------- | -------- | -------- | -------- | -------- |
| 1.       | Le Petit Garçon                  | Renaud              | 3:27     |          |          |          |          |          |          |
| 2.       | Il suffirait de presque rien     | Sanseverino         | 2:26     |          |          |          |          |          |          |
| 3.       | Et puis                          | Patrick Bruel       | 3:16     |          |          |          |          |          |          |
| 4.       | L'Absence                        | Jane Birkin         | 3:32     |          |          |          |          |          |          |
| 5.       | Sarah                            | Arno                | 3:24     |          |          |          |          |          |          |
| 6.       | La Putain                        | Jeanne Balibar      | 4:22     |          |          |          |          |          |          |
| 7.       | Ma solitude                      | Marc Lavoine        | 4:13     |          |          |          |          |          |          |
| 8.       | Votre fille a vingt ans          | Maxime Le Forestier | 2:49     |          |          |          |          |          |          |
| 9.       | Les loups sont entrés dans Paris | Juliette            | 4:17     |          |          |          |          |          |          |
| 10.      | L'Italien                        | Bénabar             | 4:05     |          |          |          |          |          |          |
| 11.      | La Java des bombes atomiques     | Bernard Lavilliers  | 2:29     |          |          |          |          |          |          |
| 12.      | Ma liberté                       | Enrico Macias       | 3:43     |          |          |          |          |          |          |
| 13.      | Bonne Figure                     | Nicolas Reggiani    | 3:27     |          |          |          |          |          |          |
| 14.      | Ballade pour un traître          | Magyd Cherfi        | 4:27     |          |          |          |          |          |          |
| 15.      | Le Déserteur                     | Michel Piccoli      | 2:24     |          |          |          |          |          |          |
| 52:18    |                                  |                     |          |          |          |          |          |          |          |

| Disque 2 | Disque 2           | Disque 2       | Disque 2 | Disque 2 | Disque 2 | Disque 2 | Disque 2 | Disque 2 | Disque 2 |
| No       | Titre              | Interprète(s)  | Durée    |          |          |          |          |          |          |
| -------- | ------------------ | -------------- | -------- | -------- | -------- | -------- | -------- | -------- | -------- |
| 16.      | Le Temps qui reste | Serge Reggiani | 3:24     |          |          |          |          |          |          |
| 55:34    |                    |                |          |          |          |          |          |          |          |